# Ibn Habib
Abu-Marwan Abd-al-Màlik ibn Habib as-Sulamí (àrab: أبو مروان عبدالملك بن حبيب السلمي, Abū Marwān ʿAbd al-Mālik ibn Ḥabīb as-Sulamī) (180–238 dH, 796–853 dC), més conegut senzillament com Ibn Habib, va ser un polímata andalusí del segle ix. Els seus interessos incloïen la medicina, el fiqh, la història, la gramàtica i la genealogia i, segons es diu, va ser el primer a escriure un llibre sobre medicina a l'Àndalus. En virtut dels seus coneixements excepcionals va ser conegut com «l'erudit de l'Àndalus» per antonomàsia.

## Biografia
Ibn Habib va néixer l'any 790 a Hisn Wat, identificat amb la ciutat actual de Huétor Vega, una localitat propera a l'actual ciutat de Granada. Afirmava descendir de la tribu àrab de Banu Sulaym, i per això va prendre la nisba «as-Sulamí». El seu pare era attar (عطار), és a dir, «farmacèutic o perfumista», i, d'igual manera, Ibn Habib va treballar com a farmacèutic al costat del seu pare. Va estudiar primer a Ilbira i després es va traslladar per continuar els seus estudis a la ciutat de Qúrtuba, que aleshores era la seu de l'emirat omeia de Qúrtuba. L'any 822/823, Ibn Habib va realitzar el hajj o pelegrinatge a la Meca amb el suport econòmic del seu pare. Després de realitzar el pelegrinatge, es va quedar a Medina i Egipte per tal d'estudiar l'escola malikita de fiqh. Allà va poder estudiar amb Ibn Abd-al-Hàkam i amb Abd-Al·lah ibn al-Mubàrak. Ibn Habib va morir després d'una malaltia l'any 853 i va ser enterrat al cementiri d'Umm-Salama, a Qúrtuba. Va deixar dos fills, Muhàmmad i Ubayd-Al·lah, i una filla de la quan se'n desconeix el nom.

## Obres
- Al-Wadiha ( الواضحة; Compendi de la llei malikita)
- Gharib al-hadith (غريب الحديث)
- Tafsīr al-Muwaṭṭaʾ (تفسير الموطأ; Explicació del Muwatta')
- Hurub al-Islam ( حروب الإسلام; Guerres de l'Islam)
- Adab al-Nisa' (أدب النساء; Ètica de les dones)[3]
- As-Samāʿ (السماء; El cel)
- Tabaqat al-Fuqaha' wa Tabi'in (طبقات الفقهاء والتابعين; Classes de Fuqaha i Tabi'un)
- Al-Taʾrīkh (التأريخ; Cròniques o Històries)
- Kitāb al-Waraʿ (كتاب الورع; Llibre de Pietat)
- Waṣf al-Firdaws (وصف الفردوس; Descripció del cel)
- Mukhtaṣar fī al-ṭibb (مختصر في الطب; Compendi de medicina)